# República Popular de Zanzibar e Pemba
A República Popular de Zanzibar e Pemba era um estado que consiste nas ilhas do arquipélago de Zanzibar. Existiu por menos de um ano antes de se fundir com a Tanganica para criar a República Unida da Tanzânia.

## História
No rastro da Revolução de Zanzibar, um Conselho Revolucionário foi estabelecido pelas partes do Partido Afro-Shirazi e o Partido Umma para agir como um governo interino, com Abeid Karume dirigindo o conselho como presidente e Abdulrahman Mohamed Babu servindo como Ministro das Relações Exteriores. O país foi renomeado para República Popular de Zanzibar e Pemba; os primeiros atos do novo governo foram de banir permanentemente o Sultão e proibir o Partido Nacionalista de Zanzibar e o Partido Popular de Zanzibar e Pemba. Buscando se distanciar do volátil John Okello, Karume discretamente o afastou da cena política, embora ele foi autorizado a manter o seu título auto-concedido de marechal de campo. No entanto, os revolucionários de Okello logo começaram com as represálias contra a população árabe e asiática de Unguja, realizando, espancamentos, estupros, assassinatos e ataques à propriedades. Ele afirmou em discursos de rádio que era para matar ou prender dezenas de milhares de seus "inimigos e patetas", mas as estimativas atuais do número de mortes variam muito, de "centenas" a 20.000. Alguns jornais ocidentais dão números de 2.000 a 4.000; os números altos pode ser pelas próprias transmissões de Okello e relatórios exagerados de alguns meios de comunicação ocidentais e árabes. O assassinato de prisioneiros árabes e seu sepultamento em valas comuns foi documentado por uma equipe de cinema italiano, filmando partir de um helicóptero, para a Africa Addio e essa sequência de filme compreende o documento visual só conhecido dos assassinatos. Muitos árabes fugiram para a segurança em Omã,  embora por ordem de Okello os europeus não forram feridos. A violência pós-revolução não se espalhou para Pemba.
Em 3 de fevereiro de Zanzibar finalmente retornou à normalidade, e Karume tinha sido amplamente aceito pelo povo como seu presidente. A presença da polícia estava de volta às ruas, lojas saqueadas foram reabertas, e as armas não licenciadas estavam sendo entregues pela população civil. O governo revolucionário anunciou que seus presos políticos, 500 no total, seriam julgados por tribunais especiais. Okello formou a Força Militar da Liberdade, uma unidade paramilitar formada por seus próprios partidários, que patrulhavam as ruas e saquearam propriedades árabes. O comportamento dos partidários de Okello, e sua retórica violenta, sotaque ugandense e crenças cristãs foram alienandos muitos na grande parte moderado de Zanzibar, e até março de muitos membros de sua Força Militar da Liberdade haviam sido desarmados por partidários de Karume e a milícia do Partido Umma. Em 11 de março, Okello foi destituído de seu posto de marechal de campo, e foi impedido de entrar ao tentar voltar para Zanzibar depois de uma viagem para o continente. Ele foi deportado para Tanganica e, em seguida, para o Quênia, antes de retornar a seu país nativo Uganda.
Em abril, o governo formou o Exército Popular de Libertação e completou o desarmamento da milícia restante da Força Militar da Liberdade de Okello. Em 26 de abril, Karume anunciou que a união tinha sido negociada com a Tanganica para formar o novo país da Tanzânia. A fusão foi vista pela mídia contemporânea como um meio de prevenir a subversão comunista de Zanzibar; pelo menos um historiador afirma que pode ter sido uma tentativa de Karume, um socialista moderado, para limitar a influência da Umma partido de esquerda radical. No entanto, muitas das políticas socialistas do Partido Umma sobre a saúde, educação e bem-estar social foram adotadas pelo governo.

## Reação no exterior
Forças militares britânicas no Quênia fomos alertadas para a revolução às 04h45 a.m. em 12 de janeiro, e no seguimento de um pedido do Sultão, foram colocados em 15 minutos de espera para realizar um ataque no aeroporto de Zanzibar. No entanto, o alto comissário britânico em Zanzibar, Timothy Crosthwait, não relatou instâncias de cidadãos britânicos a ser atacados e aconselhou contra a intervenção. Como resultado, as tropas britânicas no Quênia foram reduzidas e esperaram mais 4 horas naquela noite. Crosthwait decidiu não aprovar uma evacuação imediata dos cidadãos britânicos, como muitos cargos-chave do governo e sua remoção repentina iria perturbar ainda mais economia e do governo do país. Para evitar um possível derramamento de sangue, os britânicos concordaram com um cronograma de Karume para uma evacuação organizada.
Poucas horas depois da revolução, o embaixador norte-americano havia autorizado a retirada de cidadãos norte-americanos da ilha, e um destróier da Marinha dos Estados Unidos, o USS Manley, chegou no dia 13 de janeiro. O Manley atracou no porto de Zanzibar, mas os Estados Unidos não pediram autorização ao Conselho da Revolução para a evacuação, e o navio foi recebido por um grupo de homens armados. A permissão foi concedida, eventualmente, em 15 de janeiro, mas os britânicos consideraram este enfrentamento ser a causa da grande parte da má vontade contra as potências ocidentais em Zanzibar.
Agências de inteligência ocidentais acreditavam que a revolução tinha sido organizada pelos comunistas fornecidos com armas pelos países do Pacto de Varsóvia. Essa suspeita foi reforçada com a nomeação de Babu como Ministro das Relações Exteriores e Abdullah Kassim Hanga como Primeiro-Ministro, ambos esquerdistas conhecidos com possíveis ligações comunistas. Grã-Bretanha acreditava que estes dois eram colaboradores próximos de Oscar Kambona, o Ministro das Relações Exteriores de Tanganica, e que os ex-membros do Tanganyika Rifles foram disponibilizados para ajudar na revolução. Alguns membros do Partido Umma usavam fardas e barbas militares cubanas no estilo de Fidel Castro, que foi tomado como indicação de apoio cubano para a revolução. No entanto, esta prática foi iniciada por aqueles membros que tinham com pessoal uma filial do Partido Nacionalista de Zanzibar em Cuba e se tornou um meio comum de vestimenta entre os membros do partido da oposição, nos meses que antecederam a revolução. O reconhecimento do novo governo de Zanzibar pela República Democrática Alemã (o primeiro governo africano a sê-lo), e da Coreia do Norte, foi mais uma prova para as potências ocidentais de que Zanzibar foi se alinhando estreitamente com o bloco comunista. Apenas seis dias depois da revolução o New York Times afirmou que Zanzibar estava "à beira de se tornar a Cuba da África", mas em 26 de janeiro negou que houvesse envolvimento comunista ativo. Zanzibar continuou a receber apoio dos países comunistas e em fevereiro foi conhecido por estar recebendo conselheiros da União Soviética, Alemanha Oriental e China. Ao mesmo tempo, a influência ocidental foi diminuindo e em julho de 1964 apenas um britânico, dentista, manteve-se a serviço do governo de Zanzibar. Foi alegado que o espião israelense David Kimche foi um apoiante da revolução e Kimche estava em  Zanzibar no dia da Revolução.
O Sultão deposto fez um apelo frustrado ao Quênia e Tanganica para ter assistência militar, embora Tanganica enviou apenas 100 policiais paramilitares para conter os tumultos. Diferentemente dos Tanganyika Rifles (antiga King's African Rifles), a polícia foi a única força armada em Tanganica, e em 20 de janeiro a ausência da polícia levou todo o regimento Rifles para um motim. Insatisfeitos com os seus pagamentos baixos e com o lento progresso da substituição de seus oficiais britânicos pelos africanos, o motim dos soldados provocou revoltas semelhantes em Uganda e Quênia. No entanto, a ordem do continente Africano foi rapidamente restabelecida sem nenhum incidente grave pelo exército britânico e fuzileiros navais reais.
O possível surgimento de um estado comunista Africano permaneceu uma fonte de inquietação no Ocidente. Em fevereiro, o Comitê de Política de Defesa Britânico no Exterior disse que, embora os interesses comerciais britânicos em Zanzibar era "mínimo" e a revolução por si só "não era importante", à possibilidade de intervenção deve ser mantida. O comitê estava preocupado que Zanzibar poderia tornar-se um centro para a promoção do comunismo na África, assim como Cuba teve nas Américas. Grã-Bretanha, e a maior parte da Commonwealth, e os Estados Unidos negaram reconhecimento do novo regime até 23 de fevereiro, em que já tinha sido reconhecido por grande parte do bloco comunista. Na opinião de Crosthwait, isso contribuiu a Zanzibar se alinhando com a União Soviética; Crosthwait e sua equipe foram expulsos do país em 20 de fevereiro e só foram autorizados a voltar uma vez quando o reconhecimento foi estabelecido.